# NTT関東サッカー部
NTT関東サッカー部（エヌティティかんとうサッカーぶ）は、かつて存在した日本のサッカークラブ。日本電信電話公社のサッカー部として1969年に創部した。日本プロサッカーリーグ（Jリーグ）加盟の大宮アルディージャの前身となったクラブである。

## 歴史

### 埼玉県リーグ、関東リーグ時代
1968年9月に日本電信電話公社の埼玉管内にて電電埼玉蹴球連盟に加盟する9チームによるリーグ戦が行われ、その参加チームから選手を選び1969年1月に電電埼玉サッカーチームが結成された。さらにそのチームに関東管内の選手を加える形で電電関東サッカー部が結成された。
電電関東サッカー部は1970年に埼玉県サッカー協会に登録し、1971年より新たに始まった埼玉県サッカーリーグに参加した。1973年の関東社会人サッカー大会で準優勝し、その後の関東社会人リーグ7位のFC青山との入れ替え戦に勝利して、1974年より関東リーグに昇格した。1975年の関東リーグでは8位に沈み、入れ替え戦にも敗れ、埼玉県リーグに降格。1979年の関東社会人サッカー大会で優勝して、関東リーグに復帰。1982年、1983年と2年連続で関東リーグで2位となり、日本サッカーリーグ2部（JSL2部）への昇格が懸かった全国地域リーグ決勝大会に進出したが、両年とも敗退。
1985年、電電公社が民営化によりNTT株式会社（NTT）となったことに伴い、NTT関東サッカー部へと改名。1986年、関東リーグ2位となって地域リーグ決勝大会に進出、予選、決勝の計5試合すべてに勝利してJSL2部に初昇格を決めた。

### JSL2部時代
日本サッカーリーグ2部（JSL2部）には、1987シーズンから最終年の1991-92シーズンまで5シーズン参加。最高成績は1987-88シーズンの5位だった。1987年度には天皇杯に初出場（第67回大会）、1回戦で三菱重工（出典では三菱自動車となっている）に敗れた。
Jリーグの創設メンバーにも立候補していたが、準備不足もあり外された。NTTの料金誤請求問題が起きて、このタイミングでプロ化はまずいと立ち消えになった。1991年より監督を務めた清水隆は、当初はJリーグ発足までの2年間のみということで監督を引き受けたが、就任から間もなく会社はJリーグ参入を断念した。プロ化を口説き文句にして獲得した選手たちは次々に他クラブへと移籍し、チーム力は低下した。

### 旧JFL時代
Jリーグへ参加しなかったため、1992年からはジャパンフットボールリーグ（旧JFL）に所属（2部制だった1992年と1993年シーズンは2部に参加）。
1997年、佐々木則夫が監督に就任。同年7月、1999年のNTT再編へ向けて、NTTは野球部をシンボルスポーツにすることを決めていて、社内の士気を高めるのは野球にして、サッカーはJリーグに任せておけばいいと、NTTは1998年末にサッカー部を廃部にすることを決めた。佐々木はそれまでに選手一人ひとりの意思を確認し、プロ入りを希望するものは移籍させ、それ以外の選手は社業に専念させるよう会社と調整していた。ところが監督就任直後に埼玉支店長に赴任した中村維夫が「サッカー部は廃部なのに頑張っているな。チームをプロ化にすれば母体になる」と、本社の役員を説得して一転、廃部決定がプロ化へ変わる。佐々木は普及強化部長として側面からチームを支えることとなり、佐々木の前の監督・清水はプロ化に向けた準備室に移った。
川越市からの誘いもあったが、1999年からのJリーグの2部制移行を前にして、大宮市では1997年1月に大宮市サッカー連盟の有志が「大宮にJリーグを呼ぼう会」を発足し、Jリーグクラブの招致に向けた署名活動を始めた。同年8月にはNTT関東サッカー部が大宮市を本拠地としてJリーグ参入を目指すことが決まり、同年12月の日本サッカー協会理事会にてJリーグ2部（Jリーグ ディビジョン2）参入が決まった。
NTT関東がプロ化する際、日本プロサッカーリーグ（Jリーグ）からはレッズとの競合回避のため川越市を本拠地にするように薦められたが、NTT関東は長年本拠地 にしてきた大宮公園サッカー場の使用にこだわり、1998年のプロ化と大宮アルディージャとして1999年のJリーグ ディビジョン2（J2）参入は大宮市（2001年にさいたま市へ合併）で行った事を、後に川淵三郎チェアマン（当時）がサッカー雑誌のインタビューで明かしている。
1998年3月に新クラブ名が「大宮アルディージャ」に決まった。1998年12月に運営会社となる「NTTスポーツコミュニティー株式会社」が東日本電信電話（1999年7月以後）が中心となりNTTドコモ、NTTデータ、NTTファシリティーズ、NTTコムウェア、日本コムシスなどのNTTグループ関連企業18社が出資して設立され、プロクラブ化し、1999年からJリーグ ディビジョン2（J2）へ参加した。
なお、旧JFLの各チームでは多かった社員選手は、チームのJリーグ参加と共に引退・移籍、あるいはプロ契約への切り替えなどで減少し、2009年引退の斉藤雅人が最後の社員選手となった。

## 略歴
- 1969年 : 創部。当時の名称は電電関東サッカー部。
- 1971年 : 埼玉県社会人サッカーリーグに参加。
- 1975年 : 関東サッカーリーグへ昇格。1年で降格。
- 1978年 : 埼玉県リーグで3連覇。
- 1980年 : 関東リーグへ再昇格。
- 1987年 : 日本サッカーリーグ（JSL）へ昇格。
- 1992年 : ジャパンフットボールリーグ（JFL）へ参加。
- 1998年 : 3月、大宮アルディージャに改名。12月、運営法人となるNTTスポーツコミュニティ株式会社が設立。

## 成績
| 年度    | 所属         | 順位 | 勝点 | 試合 | 勝 | 分 | 敗 | JSLカップ | 天皇杯    | 監督       |
| ------- | ------------ | ---- | ---- | ---- | -- | -- | -- | --------- | --------- | ---------- |
| 1969    | -            | -    | -    | -    | -  | -  | -  | -         | -         | 園田好彦   |
| 1970    | -            | -    | -    | -    | -  | -  | -  | -         | -         | 金岡正輝   |
| 1971    | 埼玉県1部    | 4位  | 8    | 7    | 4  | 0  | 3  | -         | 予選敗退  | 小川永臣   |
| 1972    | 埼玉県1部    | 3位  | 15   | 11   | 6  | 3  | 2  | -         | 予選敗退  | 金岡正輝   |
| 1973    | 埼玉県1部    | 2位  | 16   | 11   | 8  | 0  | 3  | -         | 予選敗退  | 金岡正輝   |
| 1974    | 関東         | 4位  | 15   | 14   | 5  | 5  | 4  | -         | 予選敗退  | 金岡正輝   |
| 1975    | 関東         | 8位  | 9    | 14   | 2  | 5  | 7  | -         | 予選敗退  | 暮石勝己   |
| 1976    | 埼玉県1部    | 優勝 | 20   | 11   | 10 | 0  | 1  | -         | 予選敗退  | 斎藤昭     |
| 1977    | 埼玉県1部    | 優勝 | 15   | 9    | 7  | 1  | 1  | -         | 予選敗退  | 斎藤昭     |
| 1978    | 埼玉県1部    | 優勝 | 15   | 9    | 7  | 1  | 1  | -         | 予選敗退  | 斎藤昭     |
| 1979    | 埼玉県1部    | 2位  | 30   | 18   | 14 | 2  | 2  | -         | 予選敗退  | 斎藤昭     |
| 1980    | 関東         | 6位  | 17   | 18   | 7  | 3  | 8  | -         | 予選敗退  | 斎藤昭     |
| 1981    | 関東         | 5位  | 18   | 18   | 5  | 8  | 5  | -         | 予選敗退  | 京野正三郎 |
| 1982    | 関東         | 2位  | 24   | 18   | 10 | 4  | 4  | -         | 予選敗退  | 京野正三郎 |
| 1983    | 関東         | 2位  | 26   | 18   | 11 | 4  | 3  | -         | 予選敗退  | 京野正三郎 |
| 1984    | 関東         | 3位  | 22   | 18   | 10 | 2  | 6  | -         | 予選敗退  | 京野正三郎 |
| 1985    | 関東         | 4位  | 19   | 18   | 7  | 5  | 6  | -         | 予選敗退  | 京野正三郎 |
| 1986    | 関東         | 2位  | 28   | 18   | 11 | 6  | 1  | -         | 予選敗退  | 京野正三郎 |
| 1987    | JSL2部・東   | -    | 17   | 14   | 5  | 7  | 2  | 1回戦敗退 | 1回戦敗退 | 京野正三郎 |
| 1987    | JSL2部・上位 | 5位  | 14   | 14   | 4  | 6  | 4  | 1回戦敗退 | 1回戦敗退 | 京野正三郎 |
| 1988-89 | JSL2部・東   | -    | 16   | 14   | 6  | 4  | 4  | 2回戦敗退 | 予選敗退  | 白𡈽功     |
| 1988-89 | JSL2部・上位 | 7位  | 12   | 14   | 5  | 2  | 7  | 2回戦敗退 | 予選敗退  | 白𡈽功     |
| 1989-90 | JSL2部       | 9位  | 47   | 30   | 13 | 8  | 9  | 2回戦敗退 | 予選敗退  | 白𡈽功     |
| 1990-91 | JSL2部       | 6位  | 51   | 30   | 16 | 3  | 11 | 2回戦敗退 | 予選敗退  | 白𡈽功     |
| 1991-92 | JSL2部       | 9位  | 33   | 30   | 9  | 6  | 15 | 1回戦敗退 | 予選敗退  | 清水隆     |
| 1992    | 旧J2         | 6位  | 22   | 18   | 5  | 7  | 6  | -         | 予選敗退  | 清水隆     |
| 1993    | 旧J2         | 7位  | -    | 18   | 6  | -  | 12 | -         | 予選敗退  | 清水隆     |
| 1994    | 旧JFL        | 12位 | -    | 30   | 10 | -  | 20 | -         | 予選敗退  | 清水隆     |
| 1995    | 旧JFL        | 14位 | 31   | 30   | 9  | -  | 21 | -         | 予選敗退  | 清水隆     |
| 1996    | 旧JFL        | 13位 | 23   | 30   | 7  | -  | 23 | -         | 3回戦敗退 | 清水隆     |
| 1997    | 旧JFL        | 9位  | 39   | 30   | 14 | -  | 16 | -         | 3回戦敗退 | 佐々木則夫 |

## タイトル

### リーグ戦
- 関東サッカーリーグ[1]
  - 準優勝 : 3回 (1982年、1983年、1986年)
- 埼玉県社会人サッカーリーグ1部[1]
  - 優勝 : 3回 (1976年、1977年、1978年)
  - 準優勝 : 2回 (1973年、1979年)

### カップ戦
- 全国社会人サッカー選手権大会[1]
  - 優勝 : 1回 (1981年)
- 全国地域リーグ決勝大会[1]
  - 優勝 : 1回 (1986年)
- 関東社会人サッカー大会[1]
  - 優勝：1回(1979年)
  - 準優勝：1回(1973年)
- 埼玉県サッカー選手権[1]
  - 優勝：3回（1975年、1978年、1984年）
- 埼玉県サッカー選手権大会[1]
  - 優勝：2回（1996年、1997年）
- 全国電電サッカー大会[1]
  - 優勝 : 1回 (1972年)
- 本社、関東、東京三社対抗サッカー大会[1]
  - 優勝 : 2回 (1971年、1972年)

## 主な使用グラウンド
企業チーム「電電関東→NTT関東」時代（1997年まで）は、所在地の埼玉県浦和市（駒場競技場）も使用していたが、試合はむしろ川越市（川越運動公園陸上競技場）や鴻巣市（鴻巣市立陸上競技場）、大宮市（県営大宮サッカー場）、熊谷市（熊谷運動公園）、東松山市（東松山サッカー場）、深谷市（仙元山公園陸上競技場）、さらに隣県の栃木県宇都宮市（栃木県グリーンスタジアム）、千葉県（NTT千葉総合運動場）、群馬県太田市（太田市運動公園陸上競技場）などに分散して数試合ずつ行われていた。またJ2開始当初数年も同様に鴻巣市や栃木県で開催したことがある。